# Dolichoderus sulcaticeps
Dolichoderus sulcaticeps é uma espécie de formiga do gênero Dolichoderus.